# Pinturas rupestres de la sierra de San Francisco
Pinturas rupestres de la Sierra de San Francisco es una zona arqueológica de pinturas rupestres y petroglifos, que constituyen el conjunto de mayor concentración con al menos 300 sitios del estilo "Arte Rupestre Gran Mural" entre cuevas de pinturas rupestres, zonas de petroglifos, o ambas de murales precolombinos característicos de la zona, que florecieron en el centro de la península de Baja California, y como parte del Arte Rupestre de Baja California Sur México, durante la época precolombina de Aridoamérica, junto con los registrados en el arte rupestre de Baja California tanto en el Valle de los cirios, como en la Sierra de San Borja, en el norte, como parte del Desierto Central de Baja California, y más al sur, en la sierra de Guadalupe.    
Su interés radica en la belleza de las pinturas, su amplia distribución, y su gran antigüedad. Es probable que los portadores del estilo "Gran Mural" hayan sido los antiguos californios, antepasados de los pueblos amerindios cochimíes, de los cuales no se conoce su nombre, estos grupos dejaron testimonio en cuevas durante varias épocas, siendo las más antiguas de hace más de 10,500 años. Estos pueblos evolucionaron, teniendo su mayor auge de población y estilo cultural entre el siglo I a. C. y d, reduciendo su población drásticamente tras la conquista española, hasta su extinción en el siglo XIX.
Se trata de un sitio rupestre con una alta integridad y conservación dada las condiciones semidesérticas y primigenias de la zona, a la cosmogonía de los antiguos pobladores que solían conservar estos sitios, al aislamiento que vivió durante la época colonial y a la baja densidad actual de población.

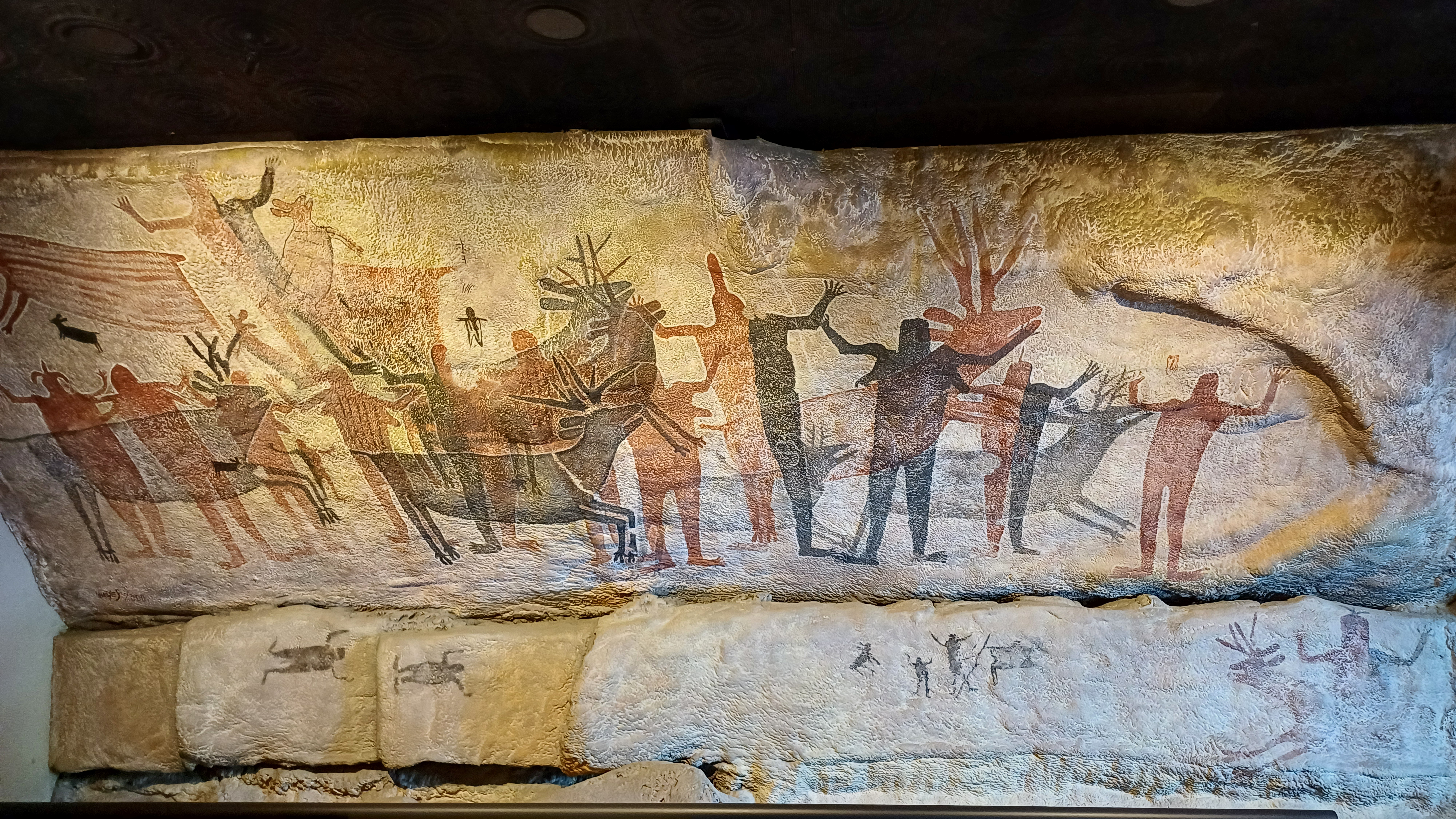
Réplica de Pintura Rupestre Baja California Sur, en el Museo Nacional de Antropología e Historia, CDMX

Las pinturas rupestres de la sierra de San Francisco fueron declaradas Patrimonio de la Humanidad por la Unesco en el año 1993.

## Ubicación
Las pinturas rupestres se encuentra ubicadas en múltiples sitios dentro de la Sierra de San Francisco, en el corazón de la Reserva de la Biosfera El Vizcaíno en el norte de Baja California Sur, dentro del municipio de Mulegé. Se puede acceder a ellas a través de la Carretera Federal 1.  
La Sierra de San Francisco está limitada al norte por las sierras de San Borja y San Juan; al oeste por el desierto de Vizcaíno y los Llanos del Berrendo; al este por el volcán de las Tres Vírgenes y el golfo de California y al sur por las sierras de Guadalupe y la Giganta. El área de pinturas arqueológicas de la península es extensa que se distribuyen en 12 cañones principales, siendo la zona de visita principal la que se encuentra cercana al Valle de Santa Martha.  
El Cañón de Santa Teresa está en la parte media del arroyo de San Pablo, el más largo del sistema hidrográfico de la Sierra de San Francisco (35 km). Es muy profundo y presenta laderas muy escarpadas que cuentan con innumerables oquedades naturales, resultado de la erosión eólica, pluvial y fluvial. En Santa Teresa se encuentran muchos sitios que contienen arte rupestre, por eso se le ha llamado las “Galerías de Santa Teresa”. Las pinturas se encuentran en las paredes laterales de refugios rocosos en los barrancos de difícil acceso de la zona montañosa, divididos en cuatro grupos principales: Guadalupe, Santa Teresa, San Gregorio y Cerritos.  
Los sitios más importantes y visitadas son: El Ratón, Palma de Teresa, Cueva las flechas, Cueva Boca San Julio, Cuevas el músico, Cueva La Pintada, La Soledad, El cacarizo, Cuevas el Brinco 1,2,3 y 4, San Gregorio 1 y 2, La palma, Natividad, El Batequi, El corralito o la Cuevona, La serpiente, La cuesta del palmarito, la Cueva Natividad. 

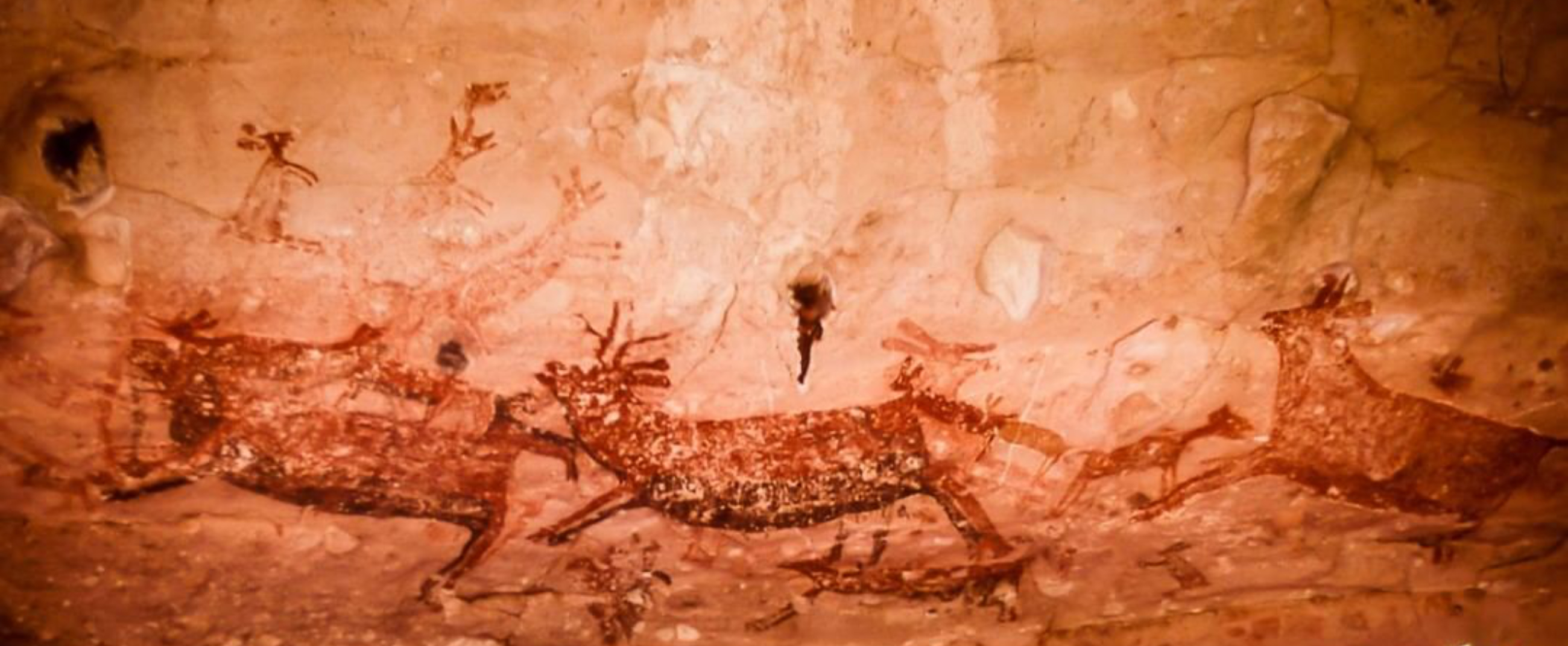
Pintura Rupestre en la Cueva del Ratón

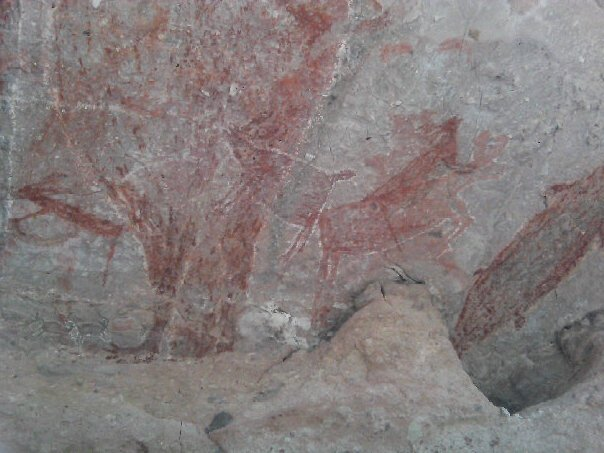
Pintura Rupestre de la Sierra de San Francisco

## Historia
El área de mayor influencia de los grupos humanos en la región se extendía desde San Javier y La Purísima al sur de la Reserva hasta el extremo norte de la península de Baja California. Poco se sabe acerca de este grupo, aparte del hecho de que inmigraron desde el norte. 
El arte rupestre prehistórico de la Sierra de San Francisco fue reportado por primera vez por el jesuita Francisco Javier Clavijero en un escrito en Roma en 1789. Otros estudios fueron llevados a cabo por el erudito y antropólogo neerlandés Herman Frederik Carel ten Kate en 1874 (a la par del ornitólogo estadounidense Lyman Belding, el cual estaba interesado por las aves de la región), y el erudito francés León Diguet entre los años 1889 y 1905. En el siglo XX las investigaciones fueron realizadas por Georges Enguerrand, Barbro Dahlgren, Erle Stanley Gardner, Harry W. Crosby y Javier Romero. El Instituto Nacional de Antropología e Historia (INAH) se ha encargado del registro, difusión y preservación del área.

## Estilo
Las pinturas fueron hechas con pigmentos minerales y reflejan un peculiar arte abstracto que mayormente representa la interacción del hombre con la naturaleza; así como una evidente interpretación de las fuerzas energéticas, mágicas e inmateriales, que difícilmente pueden ser interpretadas bajo la visión actual occidental. 
Los motivos son muy variados e incluyen seres humanos (hombres, mujeres y niños) y las distintas especies de flora y fauna de la región, incluyendo conejo, puma, lince, venado, borrego cimarrón, ballena, tortuga, atún, sardina, pulpo, águila y pelícano. Los elementos abstractos van desde soles, círculos, triángulos y contrastes de colores dentro de una misma figura, así como figuras yuxtapuestas. La representación frecuente de armas en figuras humanas tras de animales en movimiento, da testimonio de la caza y la guerra. Algunos humanos formando conjuntos hace pensar en rituales o celebraciones.
La gama de colores cubre todo el espectro, al igual que las técnicas de representación utilizadas, pero predominan los colores negro, rojo, amarillo y blanco. Este arte rupestre ha sido objeto de análisis detallados en los últimos años, resultando en importantes conocimientos sobre la organización social y religiosa de los pueblos prehistóricos de la zona, así como sobre sus hábitos alimenticios. 
También llama la atención el tamaño de las pinturas, muchas de ellas en tamaño natural, o a escala mucho mayor, característico del estilo "Gran Mural". 